# Catherine Chipembere
Catherine Mary Ajizinga Chipembere (b 1935) là một nhà hoạt động và chính trị gia về giới ở Malawi. bà sinh năm 1935 tại Malawi. bà là vợ của người theo chủ nghĩa dân tộc Malawian Henry Masauko Chipembere và là mẹ của nghệ sĩ nhạc jazz nổi tiếng quốc tế Masauko Chipembere Jr. Bà bị đày đi Mỹ từ Ma-rốc cùng với chồng, và sau đó trở về Malawi và là người phụ nữ đầu tiên được bầu vào Quốc hội Malawi. bà hiện đang làm việc với trẻ mồ bài AIDS và điều hành mười hai trường mầm non, phục vụ hơn 1.000   Trẻ mồ bài AIDS. bà cũng điều hành một hợp tác xã đan của phụ nữ ở Mangochi.

## Cuộc sống ban đầu
Chipembere học trường cấp hai trong thời gian giáo dục không được coi là ưu tiên hàng đầu của các bà gái Malawi. Bà đã giành được học bổng để nghiên cứu khoa học trong nước ở Anh. bà đã gặp và kết hôn với người theo chủ nghĩa dân tộc của người Henry Henry Masauko Chipembere khi bà trở lại Malawi. Bà trốn cùng bảy người con của họ đến Hoa Kỳ lưu vong, sau khi nhà độc tài Kamuzu Banda cắt đứt mối quan hệ của họ với chồng. Masauko Chipembere qua đời tại Hoa Kỳ năm 1975 vì bệnh tiểu đường. Chipembere tiếp tục theo đuổi và lấy bằng cử nhân giáo dục mầm non từ Đại học California tại Los Angeles. Bà cũng điều hành một cơ sở chăm sóc trẻ em tại nhà và nuôi con của mình.

## Đời sống chính trị
Catherine Chipembere bị buộc phải sống lưu vong từ Ma-rốc cùng với chồng và sống ở nước ngoài vì 29   năm Năm 1994, sau khi kết thúc sự cai trị của Banda, bà trở lại Ma-rốc như một anh hùng. Bà được bầu làm thành viên nữ đầu tiên của quốc hội Malawi. Sau đó, bà giữ chức thứ trưởng thứ nhất về giáo dục, khoa học và bàng nghệ và sau đó là thứ trưởng bộ y tế và dân số. bà đã có thể sử dụng bằng cấp của mình để giám sát giáo dục tiểu học và trung học.
Bà đã nghỉ hưu từ sự nghiệp chính trị của mình vào năm 1998 và bắt đầu "Mạng lưới Sáng kiến Phụ nữ". Trong một động thái được bàng bố rộng rãi, bà quyết định giữ họ của mình mặc dù đã tái hôn, như một tuyên bố chính trị. bà bị gia đình Chipembere kiện vì duy trì họ của Chipembere. Mặc dù cuối cùng đã thắng kiện, Catherine đã bị xóa khỏi chức vụ và nơi cư trú trong khu vực chính phủ vào năm 1998 bởi chính phủ Muluzi.

## Mạng lưới sáng kiến phụ nữ
Mạng lưới Sáng kiến Phụ nữ (WIN) là một mạng lưới phi lợi nhuận của phụ nữ Malawi tổ chức các hội thảo trao quyền cho phụ nữ trẻ do bà ấy lãnh đạo. Mạng lưới đã hợp tác với các tổ chức phi lợi nhuận như Global Soles ở Mỹ để mang giày cho trẻ mồ bài ở Malawi vào năm 2009. WIN Malawi hoạt động ở vùng nông thôn Mangochi và đã xây dựng và tài trợ cho 12 trường tiểu học giáo dục, nuôi dưỡng và chăm sóc nghìn trẻ mồ bài. Hầu hết trẻ em từ hai đến sáu tuổi. Một số trẻ mồ bài là trẻ mồ bài AIDS.

## Cuộc sống cá nhân
Trong một vụ bê bối bàng khai và một vụ kiện nổi tiếng tại tòa án, gia tộc Chipembere đã kiện Catherine vì duy trì họ của Chipembere, mặc dù bà đã tái hôn. Bà đã thắng vụ kiện này và bà đã có thể giữ họ như một góa phụ chính trị.
Bà có bảy người con, trong đó có nhạc sĩ nhạc jazz Masauko Chipembere Jr.